# Sergentomyia santokhi
Sergentomyia santokhi är en tvåvingeart som beskrevs av Singh och Ipe 2005. Sergentomyia santokhi ingår i släktet Sergentomyia och familjen fjärilsmyggor. Inga underarter finns listade i Catalogue of Life.